# Resurrection (Anastacia-album)
A Resurrection Anastacia amerikai pop-rock énekesnő hetedik lemeze és hatodik stúdióalbuma. Öt és fél év után ez az első olyan korongja, amelyen a saját alkotásai hallhatóak, ugyanis az előző, 2012-ben kiadott lemez, az It’s a Man’s World feldolgozásdalokat tartalmaz. A szerzemények egy részének írása, illetve felvétele abban az időszakban zajlott, amikor az énekesnő második csatáját vívta a melldaganattal. Az albumon közreműködött Sam Watters, Louis Biancaniello és Michael Biancaniello – akik korábban a Not That Kind és a Freak Of Nature nagylemezeken dolgoztak együtt Anastaciával –, illetve Jamie Hartman is, a brit Ben's Brother együttes frontembere.

## Háttere
Az album címe, a Resurrection (Feltámadás) arra utal, hogy Anastacia sikeresen felépült a kezelések után a melldaganatból, és visszatért a korábbi hangzásvilághoz, a „sprock” (a soul, a pop és a rock ötvözete) műfajhoz. A 2004-es Anastacia című korong megjelenése után vált ismertté ez a zenei stílus. A dalok írása és rögzítése 2013 elején kezdődött meg – miközben a tavasszal induló It’s A Man’s World Turné előkészületei is zajlottak –, ám egy időre félbeszakadtak a munkálatok, miután másodszorra diagnosztizálták a betegséget az énekesnőnél. Az első kislemezes dalt, a Stupid Little Thingset Sam Wattersszel és Louis Biancaniellóval írta, akikkel korábban számos sikeres szerzeményt alkotott már a Not That Kind és a Freak Of Nature nagylemezeken. A Resurrection előfutára túlnyomórészt pozitív kritikákat kapott a zenei kritikusoktól. Az album deluxe kiadásán helyet foglal a Left Outside Alone (Part 2) című alkotás is, amelynek hangzása lágyabb és visszafogottabb a korábbi verzióhoz képest. Mint kiderült, Anastacia azért választotta ezt a dalt a régi slágerei közül, mert a szerzeményt éppen akkor írta 2004-ben, amikor az első harcot vívta a daganattal. A mostani változat pedig a korábbi újraértelmezése. Emellett a címadó dal, a Resurrection is a deluxe változaton hallható.

## Bemutatása
Anastacia számos televíziós- és rádiós műsorban tűnt már fel, mint például Belgiumban, Franciaországban, az Egyesült Királyságban, Hollandiában, Svájcban vagy Németországban, ahol a Stupid Little Thingset is előadta az interjúk mellett. Egy olasz tehetségkutató műsorban, az Amici di Maria De Filippiben adta elő első alkalommal a dalt. A német Wetten, dass..? című show-műsorban, illetve a svájci The Voice-ban is hallható volt az alkotás. Az énekesnő elmondása szerint a turné jövőre mindenképp útnak indul, ám ha egyedül rajta múlna a dolog, akkor már 2014 végén megkezdené a koncertkörutat.

## Dallista
| #                        | Cím                        | Szerzők                                                                        | Producerek                                | Hossz |
| ------------------------ | -------------------------- | ------------------------------------------------------------------------------ | ----------------------------------------- | ----- |
| 1.                       | Staring at the Sun         | Sam Watters, Louis Biancaniello, Marley Munroe                                 | Sam Watters, Louis Biancaniello           | 3:43  |
| 2.                       | Lifeline                   | Jamie Hartman, Phil Bentley, Shelly Peiken                                     | Jamie Hartman                             | 4:02  |
| 3.                       | Stupid Little Things       | Anastacia Newkirk, Watters, L. Biancaniello, M. Biancaniello, Courtney Harrell | Watters, L. Biancaniello, M. Biancaniello | 3:55  |
| 4.                       | I Don't Want to Be the One | Watters, Biancaniello, Munroe                                                  | Watters, L. Biancaniello                  | 3:59  |
| 5.                       | Evolution                  | Anastacia Newkirk, John Fields, Steve Diamond                                  | John Fields                               | 3:23  |
| 6.                       | Pendulum                   | Anastacia, Jamie Hartman                                                       | Jamie Hartman                             | 3:30  |
| 7.                       | Stay                       | Anastacia, Hartman, Charlie Midnight                                           | Hartman                                   | 3:26  |
| 8.                       | Dark White Girl            | Anastacia, Fields, Diamond                                                     | Fields                                    | 3:23  |
| 9.                       | Apology                    | Anastacia, Hartman, Fields                                                     | Hartman                                   | 3:32  |
| 10.                      | Broken Wings               | Anastacia, Damon Sharpe, Toby Gad                                              | Toby Gad                                  | 3:37  |
| Deluxe Edition bónusz CD |                            |                                                                                |                                           |       |
| 11.                      | Other Side of Crazy        | Anastacia, Jamie Hartman, Andy Stochansky                                      | Hartman                                   | 3:49  |
| 12.                      | Oncoming Train             | Alex Geringas, Nicky Holland                                                   | Geringas, Joachim Schluter                | 3:08  |
| 13.                      | Resurrection               | Anastacia, Diamond, Fields                                                     | Fields                                    | 3:51  |
| 14.                      | Left Outside Alone, Part 2 | Anastacia, Glen Ballard, Dallas Austin                                         | Bill Malina                               | 3:53  |
| 15.                      | Underdog                   | Anastacia, Diamond, Fields                                                     | Fields                                    | 2:57  |